# 崔寨街道
崔寨街道，是中华人民共和国山東省济南市济阳区下辖的一个乡镇级行政单位。

## 行政区划
崔寨街道下辖以下地区：
崔寨村、史家坞村、程袁村、蔡马村、天兴村、前街村、解营村、太平村、郑家村、邢渡村、孙大村、邓官村、北赵村、义和村、大刘村、小刘村、范铺村、徐家村、周孟村、老洼村、邱洼村、兰家村、张纸村、福兴村、孔家村、南赵村、三义村、史家村、解家村、褚家村、谭家村、东贾村、封刘村、赵河村、花二庄村、周家村、大柳店村、东孙村、王河村、马店村、褚茂店村、东辛村、大冯村、小钊村、李善仁村、孟家村、小蒯村、张辛村、娄家村、谢家村、张欧村、南辛村、大钊村、小贾村、西孙村、南郭村、牛家村、谷庙村、辛街村、杨家村、青宁村、路寨村、西万村、李大村、武大村、张仙寨村、韩家村、东万村、高道口村和英才学院社区。

## 人口
2010年中国第六次人口普查时，崔寨镇共有人口46873人。共有家庭12788户，平均每户3.37人。14岁以下的少年儿童共6929人，占总人口14.78%；15-64岁人口共35141人，占总人口74.97%；65岁及以上的老年人共4803人，占总人口的10.24%。男性共计22773人，占总人口48.58%；女性共计24100，占总人口51.41%。本地居住的人口中，拥有本地户籍的人口为41563人，占88.67%。